# شالكاو
شالكاو (بالألمانية: Schalkau) هي بلدة ألمانية تقع في ألمانيا في زونهبرغ. يقدر عدد سكانها بـ 3,338 نسمة .